# Otto Glasow
Otto Glasow (Lebensdaten unbekannt) war ein deutscher Fußballspieler.

## Karriere
Glasow gehörte dem amtierenden Meister Berliner TuFC Union 92 an, für den er als Abwehrspieler in der Saison 1905/06 in einer acht Mannschaften umfassenden Liga Punktspiele bestritt. Obwohl die Saison als Fünftplatzierter beendet wurde, nahm seine Mannschaft als Titelverteidiger erneut an der Endrunde um die Deutsche Meisterschaft teil; in dieser bestritt er das am 29. April 1906 in Altona mit 3:1 gewonnene Viertelfinalspiel beim FC Victoria Hamburg und das am 20. Mai 1906 in Braunschweig mit 0:4 verlorene Halbfinalspiel gegen den 1. FC Pforzheim.

## Erfolge
- Teilnahme an der Endrunde um die Deutsche Meisterschaft 1906